# Aleksandra Kornhauser
Aleksandra Kornhauser (eslovè: Aleksandra Kornhauser Frazer)  (Virmaše, 26 de setembre de 1926 - Ljubljana, 17 de maig de 2020) fou professora de Química a la Facultat de Ciències i Tecnologia, i directora del Centre Internacional d'Estudis Químics de la Universitat de Ljubljana a Eslovènia.
Després de finalitzar l'escola primària en Škofja Loka el 1942, es va unir al moviment juvenil durant la guerra d'alliberació. En acabar la guerra, va terminar l'escola i posteriorment es va dedicar a l'ensenyament a escoles primàries i secundàries. Va finalitzar els seus estudis avançats i projectes d'investigació i desenvolupament conjunts en universitats de Suïssa i Regne Unit i va ser guanyadora de la beca Fulbright als Estats Units. En 1965 va rebre el seu doctorat en química a la universitat de Ljubljana. El 1965 fins al 1969, va ser membre del Parlament d'Eslovènia, i vice-presidenta d'Eslovènia (1970-1973).
A partir de 1965 va ser professora de Química Orgànica a l'Acadèmia de Pedagogia a Ljubljana i va ser el 1966 i 1969 quan es va convertir en la seva degana. El 1971, va començar a mantenir un programa d'ensenyament de la química, i des de 1982 un programa d'informàtica química. En el període d'anys de 1954 a 1980, durant el seu treball de recerca científica es va dedicar a explorar els compostos naturals, en particular els alcaloides i antibiòtics, i fins i tot va estar col·laborant amb la indústria farmacèutica. Gràcies a les seves col·laboracions, des de 1980, s'està connectant la química informàtica i desenvolupant mètodes d'informació sobre la investigació i l'ensenyament de la química. El 1981, es va convertir en la directora del Centre Internacional de la UNESCO d'Estudis Químics, a més de nombroses funcions en l'àmbit professional en institucions i organitzacions nacionals i estrangeres. A més, va ser Presidenta de l'Assemblea de l'Associació per a l'Avanç Iugoslau de Ciència i Presidenta del Comitè d'Educació Química de la Federació Europea d'Associacions Químiques.
En 1988 va ser seleccionada com una de les primeres membres de l'Acadèmia Europea de Londres (Acadèmia Europaea) de 100 membres fundadors. En 1989 va ser triada membre de la Junta de l'Acadèmia Mundial de Ciències a Estocolm. Va dirigir nombrosos projectes nacionals i internacionals per a l'ensenyament de la química, la protecció del medi ambient i el desenvolupament sostenible, en particular en el context de la Unió Europea, l'Agència Nord-americana de Protecció Ambiental i projectes internacionals, la UNESCO, l'ONUDI, el UNDP i el Banc Mundial i els projectes bilaterarls, en particular els Estats Units i Itàlia. Com una persona eminent va donar conferències en reunions plenàries i congressos. També fou membre de l'Acadèmia Mundial de les Arts i les Ciències i de l'Acadèmia de Ciències del Tercer Món.
Kornhauser va organitzar més de 60 seminaris i tallers internacionals a Ljubljana i en més de 50 països cooperants, i sempre que la formació individual de més de 300 socis dels projectes de països en desenvolupament. Va editar més de 200 publicacions sobre la química i la gestió del medi ambient, 15 llibres de text sobre química i químiques informàtica i nombrosos informes de projectes per al UNDP, la UNESCO i el Banc Mundial.
La professora Kornhauser estava involucrada en una sèrie de comitès nacionals i internacionals, fundacions, associacions, com ara la Comissió Internacional de la UNESCO per a l'Educació per al segle xxi. Era membre de la Tercera Acadèmia Mundial de Ciències, l'Acadèmia Mundial d'Art i Ciència, i de l'Acadèmia Europea (Londres).
Va rebre diversos premis:
- Premi Prešeren estudiant
- Ordre de plata de la llibertat de la República d'Eslovènia (2000) - una contribució important per al reconeixement internacional de la República d'Eslovènia i la investigació científica en el camp de la ciència química
- Medalla Laurent Lavoisier (França)
- Premi Robert Brasted (EUA)
- Medalla de David Mellor (Austràlia)
- Premi Zois (1997) - pel seu treball de per vida al camp interdisciplinari de la química i les ciències naturals i l'enginyeria informàtica
- En 1999 va ser la primera (i segueix sent l'única) dona guardonada amb el més alt Honda Award per la seva contribució al desenvolupament i aplicació de mètodes per a la síntesi del coneixement multidisciplinari (especialment en el desenvolupament de tecnologies netes i protecció del medi ambient).[1]

Kornhauser va publicar al voltant de 200 articles científics i professionals per a professionals nacionals i estrangers, revistes i diversos llibres, especialment en llengües estrangeres, i vint llibres de text i monografies en el camp de la química i la informàtica química. Com publicista científica activa es va convertir en una membre dels consells editorials de revistes científiques internacionals.
Kornhauser va estar activa fins als 90 anys, quan ocupava el càrrec de degana de l'Escola Internacional de Postgrau Jozef Stefan.
Va morir el maig de 2020, amb 93 anys.